# Галлиате
Галлиате (итал. Galliate) — коммуна в Италии, располагается в регионе Пьемонт, в провинции Новара.
Население составляет 14932 человека (2008 г.), плотность населения составляет 515 чел./км². Занимает площадь 29 км². Почтовый индекс — 28066. Телефонный код — 0321.
Покровителями коммуны почитаются святой Иуст из Триеста, мученик, и святой Аврелий, празднование 8 сентября (Varallino).

## Демография
Динамика населения:

## Администрация коммуны
- Официальный сайт: http://www.comune.galliate.no.it/ Архивная копия от 16 апреля 2021 на Wayback Machine

## Известные уроженцы и жители
- Гамбаро, Джузеппе Мария (1869—1900) — святой Римско-Католической Церкви, священник из монашеского ордена францисканцев, миссионер, мученик.